# Çilimli (district)
Çilimli is een Turks district in de provincie Düzce en telt 16.316 inwoners (2007). Het district heeft een oppervlakte van 100,3 km². Hoofdplaats is Çilimli.
De bevolkingsontwikkeling van het district is weergegeven in onderstaande tabel.
| 1997   | 2000   | 2007   |
| ------ | ------ | ------ |
| 14.871 | 16.849 | 16.316 |